# Ден Паладін
Ден Паладін (англ. Dan Paladin)  (нар. 14 вересня 1979 року), також відомий як Synj — американський художник відеоігор, дизайнер та співзасновник компанії відеоігор The Behemoth.
Він почав співпрацювати з творцем Newgrounds Томом Фулпом і на початку 2000-х розробив кілька браузерних ігор на основі Flash: Sack Smash 2001, Chainsaw the Children, Dad n' Me і, перш за все, Alien Hominid. У 2002 році він, Фулп, Джон Баез і Брендон Лакава заснували компанію відеоігор The Behemoth. Паладин розробив визнаний критиками рімейк Alien Hominid, а також хакерську гру Castle Crashers, причому його 2D-стиль став візитною карткою для цих ігор.
Окрім роботи в The Behemoth, Паладін також працював у Gratuitous Games та Presto Studios. Він також написав заключну мелодію титрів у стилі польки для анімаційних короткометражок «Ціанід і щастя».

## Особисте життя
Паладін живе в Сан-Дієго, штат Каліфорнія, де знаходиться The Behemoth. Він був активним членом Newgrounds.

## Нагороди
Castle Crashers, гра, яку Паладін вважає арт-директором, отримала дві нагороди на фестивалі незалежних ігор 2007 року: «Досконалість у візуальному мистецтві» та «Приз глядацьких симпатій».